# Епінет де Вогез
Епінéт де Вогéз (фр. epinette des Vosges) — це традиційний струнний щипковий інструмент з роду бурдонних цитр, який був розповсюджений лише у двох районах гір Вогези у Франції. Ці райони знаходилися на відстані близько 50 км один від одного: навколо Валь-д'Ажоль, та навколо Жерарме.

## Історія
Перша згадка, що описує епінет де Вогез, датується XVIII століттям, згаданий інструмент був у регіонах Валь-д'Ажоль і Пломбьер-ле-Бен південних Вогезів, звідки і походить його назва. Початкове походження інструменту залишається невідомим, хоча деякі вважають, що інструмент був досліджений та описаний шведами під час Тридцятилітньої війни. Однак також можливо, що він походить від середньовічного псалтерію.

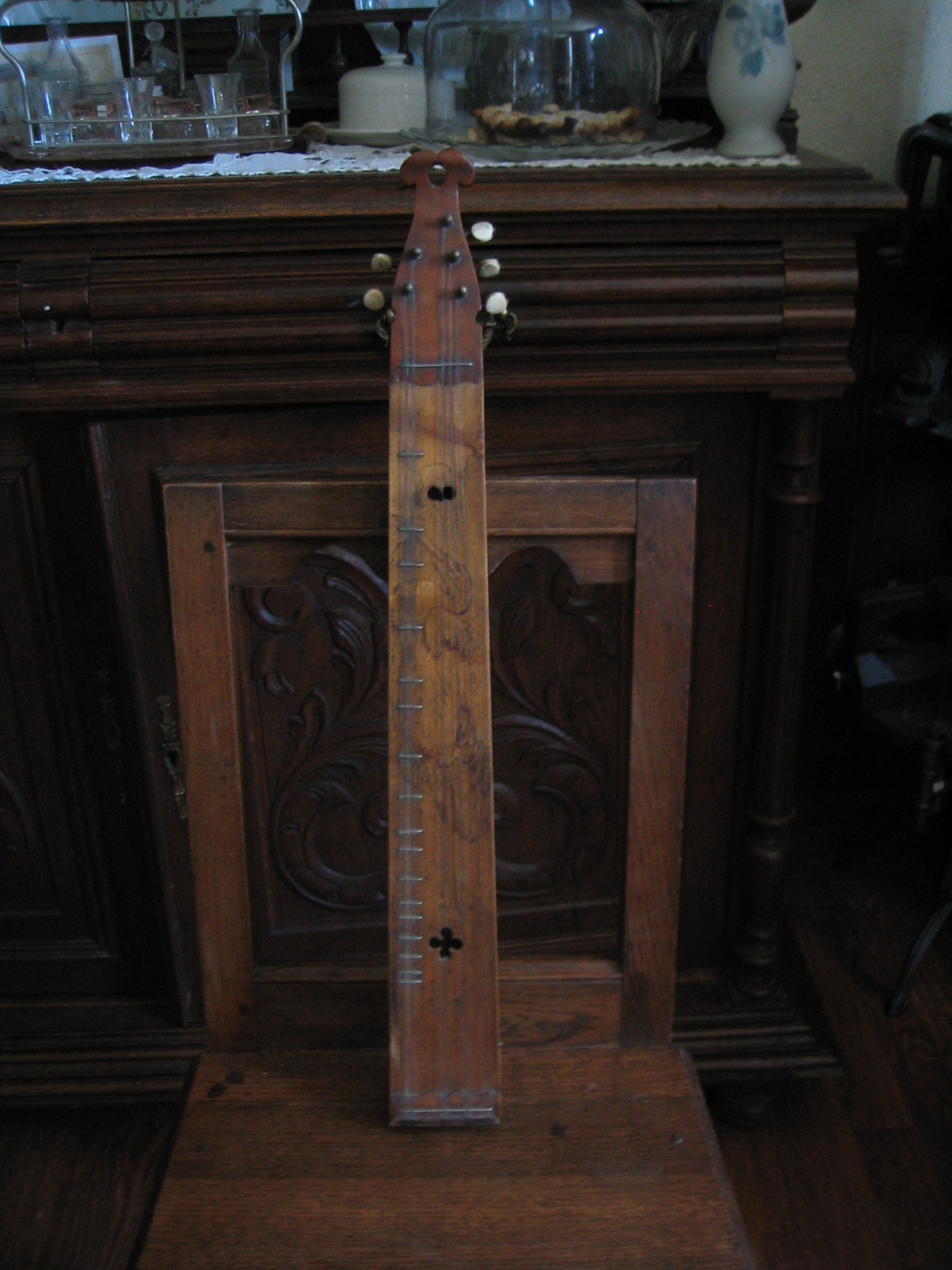
Епінет де Вогез у музеї Сойотта

## Види епінету та географічне походження
Бурдонні цитри, що були широко популярними на території усієї Європи, нині в основному зустрічаються в Норвегії (ланґлейк), Ісландії (ланґшпіл), Фландрії та Швеції (хуммель), Угорщині, а також у Франції; дульцимер зустрічається в гірських районах на сході Сполучених Штатів.

### Епінет з району Валь-д'Ажоль
Перша згадка цього інструменту датована 1730 роком. Початково інструмент мав всього чотири струни але з часом їх кількість збільшилася до п'яти. Епінет з Валь-д'Ажолю має невеликі розміри, від 50 до 60 см, корпус має вигляд паралелограма з широкою основою. Початково ладів було чотирнадцять, але у XIX ст. їхня кількість зросла до сімнадцяти. Лади розташовані діатонічно, інструмент налаштований у До мажор. Лади затискають або пальцями лівої руки, або за допомогою невеликого видовженого шматочку деревини. Права рука грає на струнах за допомогою великого пальця, гусячого пера або медіатору.
Майстром, що виготовив найбільшу кількість епінетів був Аме Ламберт (1843 —1908), який виготовляв до 500 епінетів на рік.

### Епінетт з району Жерармер
Перше свідчення про цей тип епінету датується 1723 роком. Це простий інструмент, який міг виготовлятися майстрами, або самими музикантами. Інструмент втратив популярність, і про нього мало що відомо до моменту відродження інтересу до епінету після 1945 року.
Епінети з району Верхніх Вогезів великі, сягають розмірами до 80 см. Кількість струн варіюється від трьох до восьми, з діатонічним ладом.

## Техніка гри
Епінет — це діатонічний інструмент, що створює гептатонічний мажорний лад. Кількість ладів зросла з чотирнадцяти до сімнадцяти протягом XIX ст., надаючи йому діапазон двох з половиною октав.
- Техніка правої руки:
  1. Гра знизу вверх по всіх струнах (мелодичних та бурдонних) або лише по паралельним мелодичним струнам медіатором, гусячим пером або великим пальцем. Це традиційна техніка.
  2. Перебирання пальців, як на гітарі, за допомогою всіх пальців, окрім мізинця правої руки.
  3. Удар по струнах невеликою паличкою (аналогічно з грою на цимбалах)
  4. Гра за допомогою смичка.
- Техніка лівої руки:
  1. Натискання струн гладкою паличкою або тростиною, що називається «noteur» (нотер). Це схоже на використання слайдеру для гри на гітарі, що забезпечує плавний перехід між нотами, з яскраво вираженим гліссандо.
  2. Натискання струн першими трьома пальцями, або всіма п’ятьма для складніших пісень, або на інструментах з хроматичними ладами(тобто лади розташовуються для кожного пів-тону). Ця техніка менш традиційна, але добре підходить для гри складніших мелодій.

На епінеті зазвичай грають сидячи. Епінет розміщується на столі (найчастіше) або на колінах музиканта. На відміну від інших видів бурдонних цитр, у епінета мелодичні струни знаходяться на значній відстані від бурдонних струн та є розділенними між собою. Таким чином, бурдонні струни можна використовувати окремо для створення ритму.
Інструмент, переважно, налаштовують на слух, та не використовують стандартних тональностей. Епінет може бути налаштований вище або нижче за тональністю залежно від інструмента, що акомпонує, індивідуального звучання епінету, або особистого смаку.
На додаток до діатонічного епінету, існують епінети з ладами розташованими для кожного півтону, щоб скласти хроматичну гаму. На хроматичному епінеті можна грати в будь-якій тональності без додаткового переналаштування інструменту.

### Лади

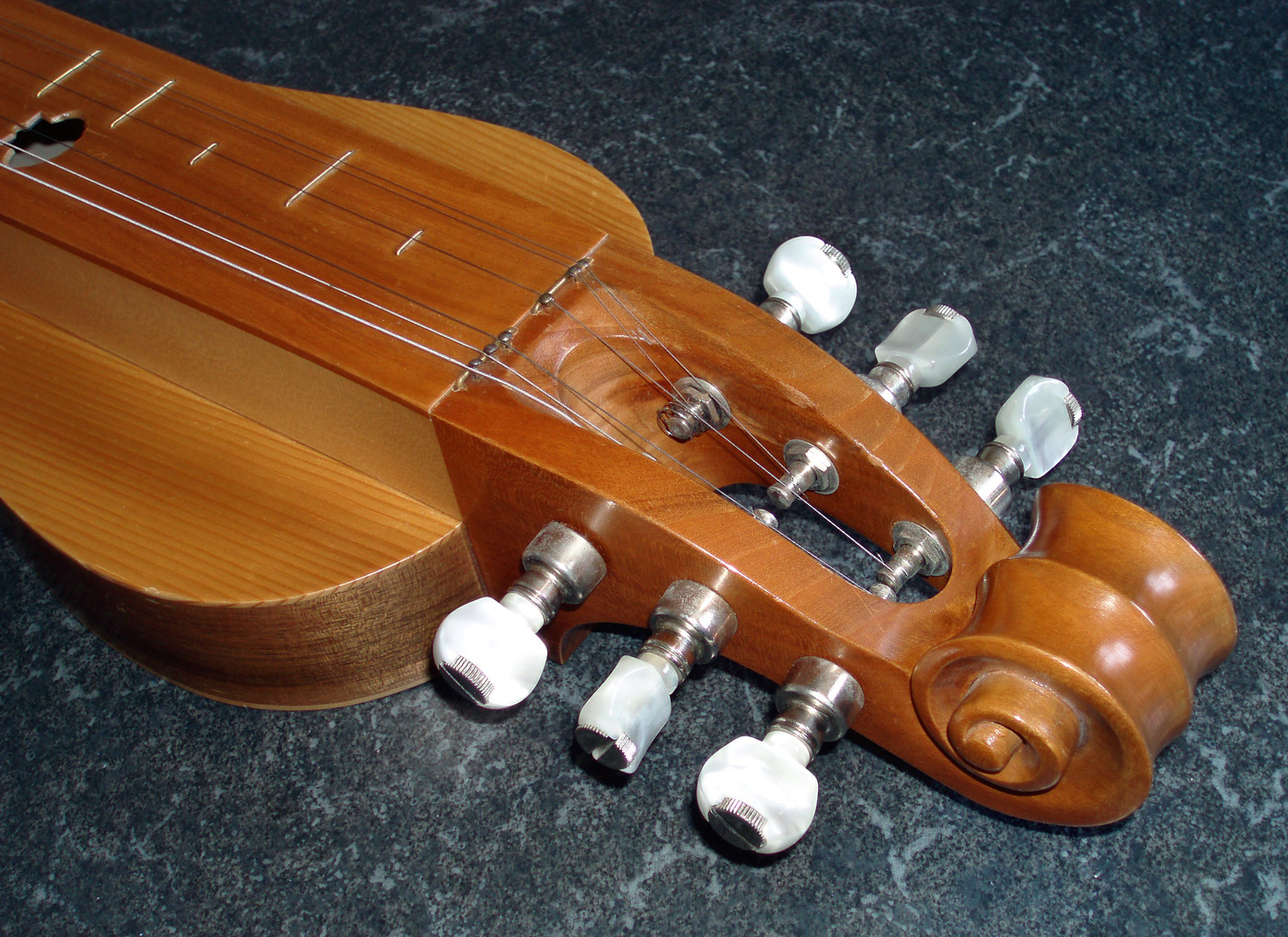
Шевільє (голова грифу) хроматичного епінету де Вогез

Епінет дозволяє грати модальну музику. У таблиці нижче наведено основний приклад (розташування бурдонних струн залежить від їх кількості та вибору музиканта)
Можливі лади:
| Тональність    | Початкова точка лівої руки | Настроювання 1-ї струни | 2-а струна | 3-я струна  |
| -------------- | -------------------------- | ----------------------- | ---------- | ----------- |
| До             | Будь-яка позиція           | Соль                    | До         | До або Соль |
| Ре             | Перша позиція              | Ля                      | Ре         | Ля або Ре   |
| Мі             | Друга позиція              | Сі                      | Мі         | Сі або Мі   |
| Фа (1 варіант) | Третя позиція              | До                      | Фа         | До або Фа   |
| Фа (2 варіант) | Шоста позиція              | Фа                      | До         | До або Фа   |
| Соль           | Будь-яка позиція           | Соль                    | Ре         | Соль або Ре |
| Ля             | Перша позиція              | Ля                      | Мі         | Ля або Мі   |
| Сі             | Друга позиція              | Сі                      | Фа         | Сі або Фа   |

## Визначні музиканти
- Жан-Франсуа Дютертр
- Жан-Лу Балі
- Крістоф Туссен
- Патріс Гілберт
- Жак Лейнгер

## Сучасні майстри
- Крістоф Туссен, Доммартен-ле-Ремірмон
- Жан-Клод Конді, Мірекорт

## Дискографія
- Жан-Франсуа Дютертр La ronde des Milloraines
- Жан-Франсуа Дютертр Si l'amour prenait racine
- Жан-Франсуа Дютертр L'épinette des Vosges
- Крістоф Туссен Terra Incognita
- Association de l'épinette des Vosges, Plombières-les-Bains A la découverte de l'épinette des Vosges
- Association de l'épinette des Vosges, Plombières-les-Bains Trois dames à table